# Сілець (Добротвірська селищна громада)
Сіле́ць (давня назва — Сілець Беньків) — село в Україні, у Добротвірській селищній громаді, Шептицького району Львівської області. До 2020 року — адміністративний центр Сілецької сільської ради, якій підпорядковувалися села Сілець, Долини, Перекалки, Тартак та Тичок, нині — у складі Добротвірської селищної громади. Населення становить 581 особу.

## Географія
Село Сілець розташоване на правому березі Західного Бугу у гирлі річки Бобрівки. Відстань до обласного та до районного центрів відповідно 54 км та 57 км, звідси 14 км на схід до адміністративного центру селищної громади та 4 км до найближчої залізничної станції — пасажирської зупинної залізничної платформи Селець-Беньків, розташованої поблизу села Тартак.
ВулиціУ селі Сілець налічується 4 вулиці.
- Жовтнева
- Нагірного Василя
- Надбужна
- Підлісна

## Населення
Станом на 1 січня 1939 року у селі Сілець Беньків разом з присілком Гавлики мешкало 3690 осіб, з них: 2170 українців, 1160 поляків, 290 латинників та 70 юдеїв, наприкінці 1960-х років — 798 осіб. За даними всеукраїнського перепису населення 2001 року у селі мешкало 581 особа.
Мова
Розподіл населення за рідною мовою за даними перепису 2001 року був наступним:
| українська | 576 | 99,14 |
| російська  | 4   | 0,69  |
| інші       | 1   | 0,17  |

## Історія
Село Сілець Беньків вперше згадується в історичних джерелах за 1565 рік.
У другій половині XIX століття власником маєтку до якого входило й село Сілець Беньків, був граф Кароль Мієр (пом. 1885). на той час до римо-католицької парафії у Добротворі належало 594 мешканці села Сілець Беньків. Тут працювали спиртовий та лісопильний заводи, які належали місцевому землевласнику Казимиру Бартманському. По смерті графа маєток перейшов у спадок його дружині графині Гелені Мієр.
За радянських часів село Сілець було адміністративним центром Сілецької сільської ради Кам'янка-Бузького району, якій підпорядковувалися села Сілець, Долини, Перекалки, Тартак та Тичок. На території Сілецької сільської ради був розташований колгосп «Росія», що спеціалізувався на вирощуванні зернових та технічних культур. При колгоспі працював відгодівельний міжколгоспний пункт. Діяли восьмирічна школа, бібліотека та клуб.

## Пам'ятки, визначні місця

### Церква Усікновення Голови святого Івана Хрестителя
Величаву дерев'яну церкву Усікновення Голови святого Івана Хрестителя зводили коштом громади понад 10 років та завершили у 1929 році за проєктом відомого архітектора Василя Нагірного близько від місця, де стояла знищена під час першої світової війни (1914 рік) дерев'яна церква Введення Господнього, збудована була ще 1738 року. До 1939 року покровителями церкви були місцеві землевласники Роман Уєйський та Казимир Бартманський. По закінченню другої світової війни діяла, але вже як православна церква. Ремонт проведений у 1960 році, пізніше розписана в інтер'єрі. При бабинці та частково наві є галерея-опасання. На північний-захід від церкви розташована мурована дзвіниця. Для зручності мешканців сусідніх сіл та селища Добротвір через Добротвірське водосховище просто до церкви збудований понтонний пішохідний міст.

Церква Усікновення Голови святого Івана Хрестителя з каплицею
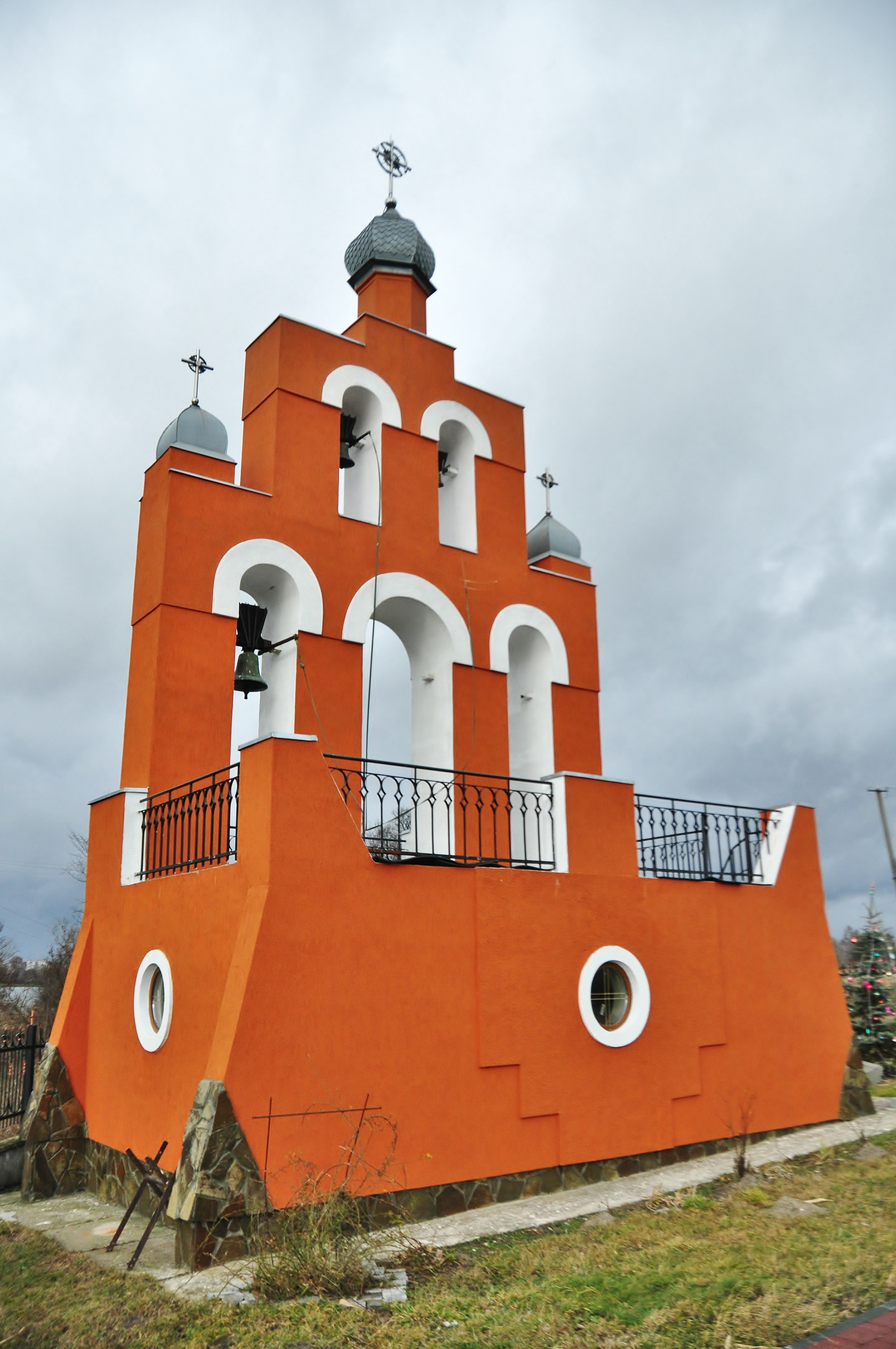
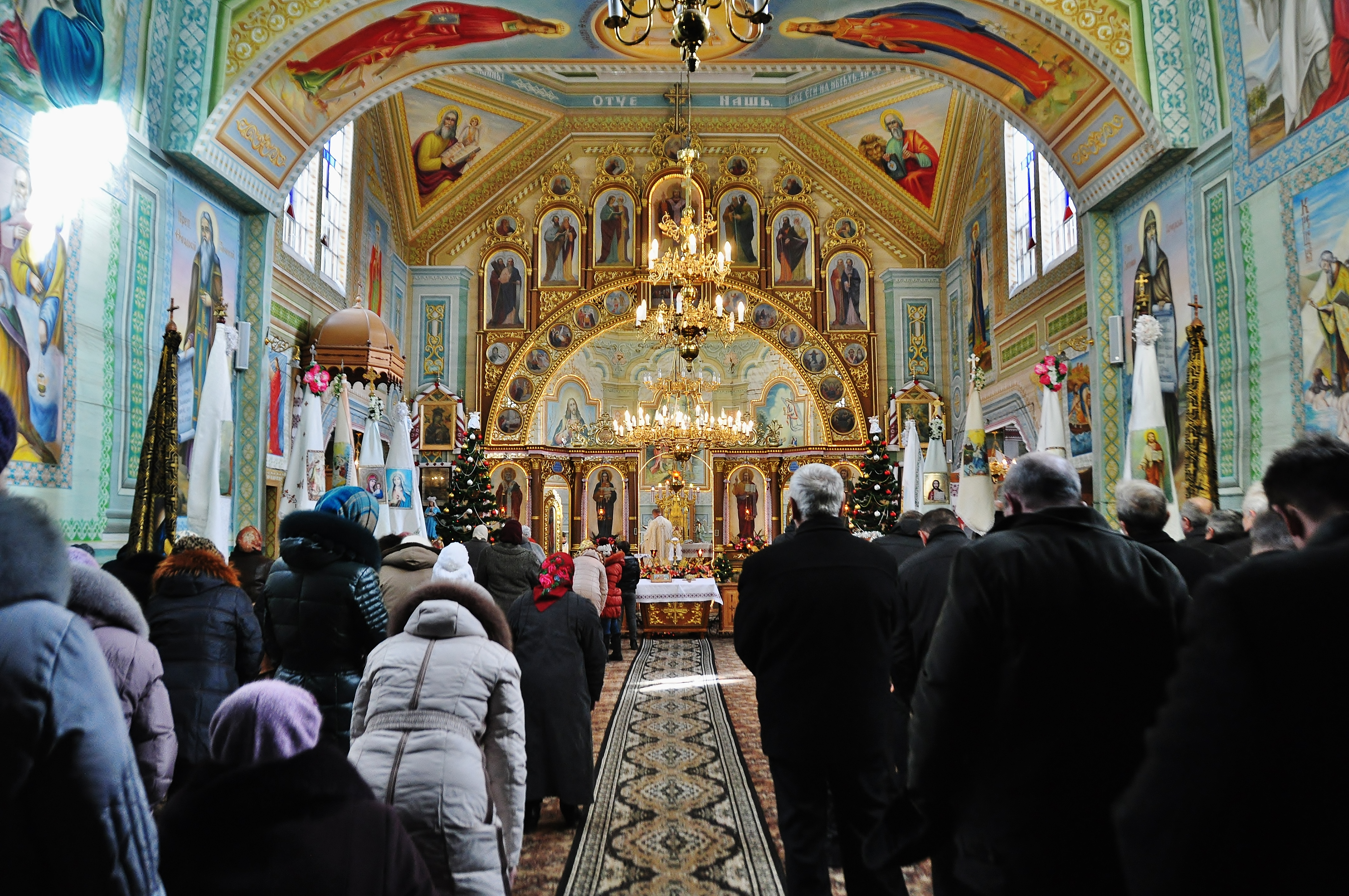
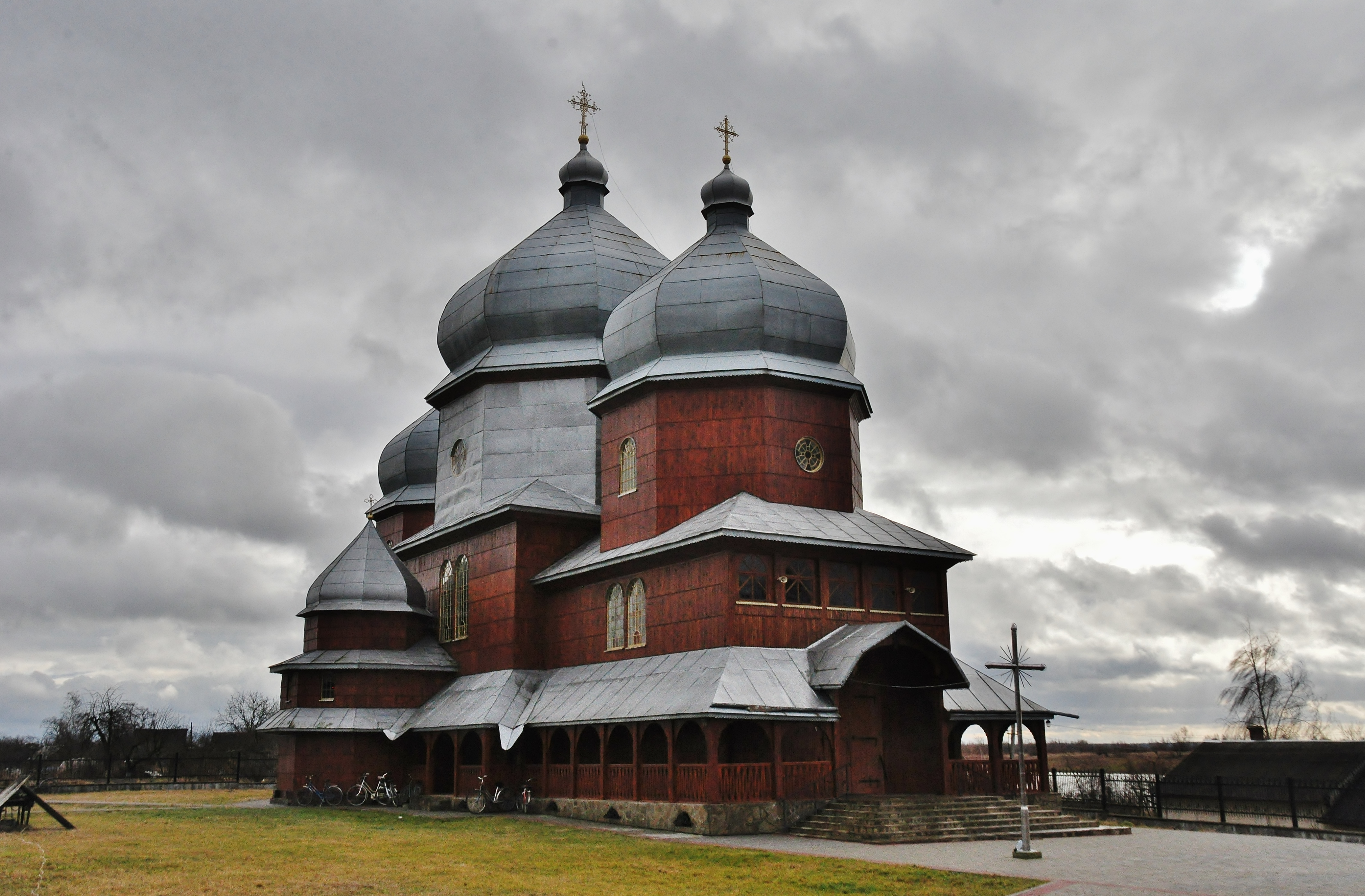
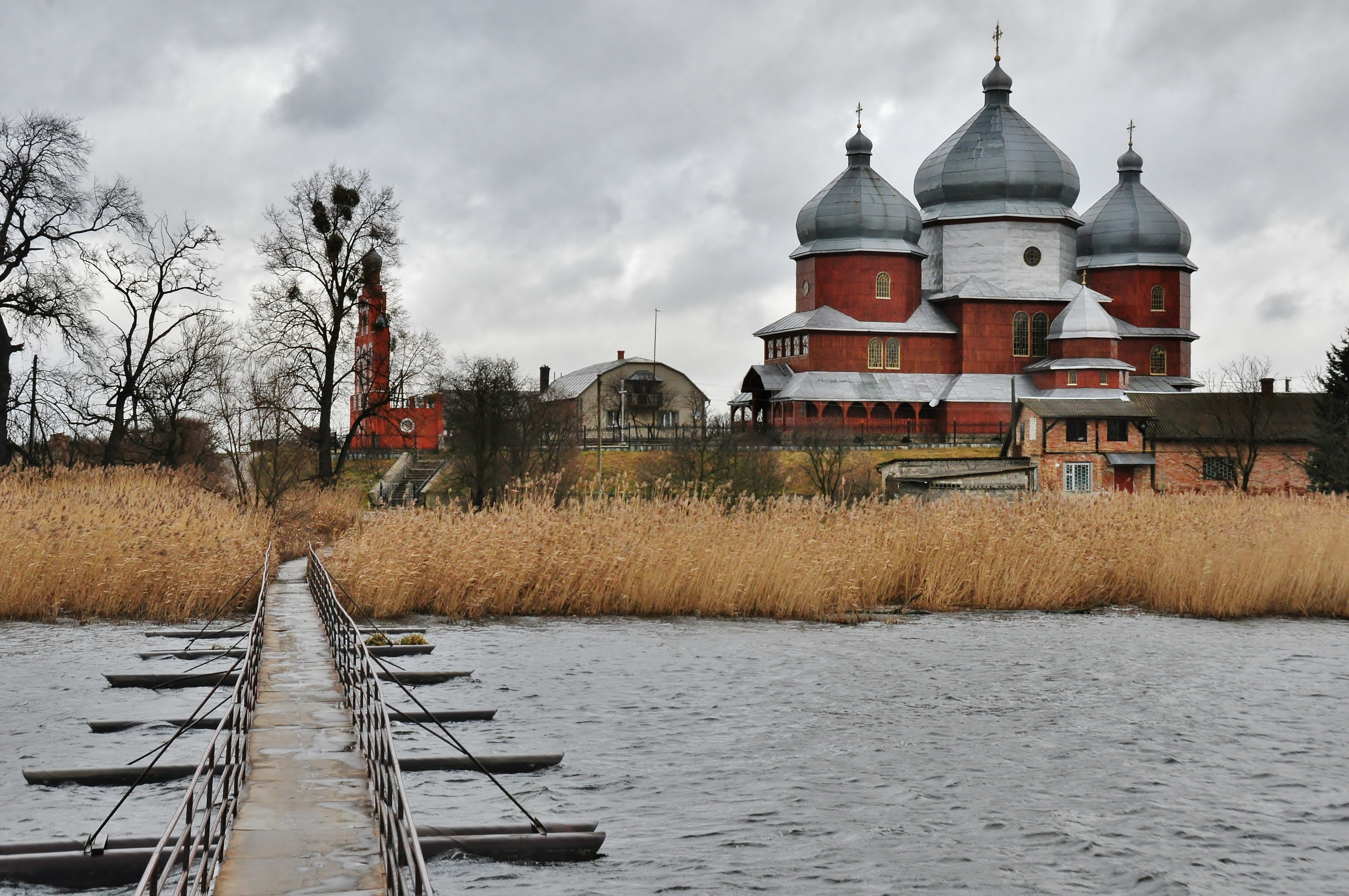
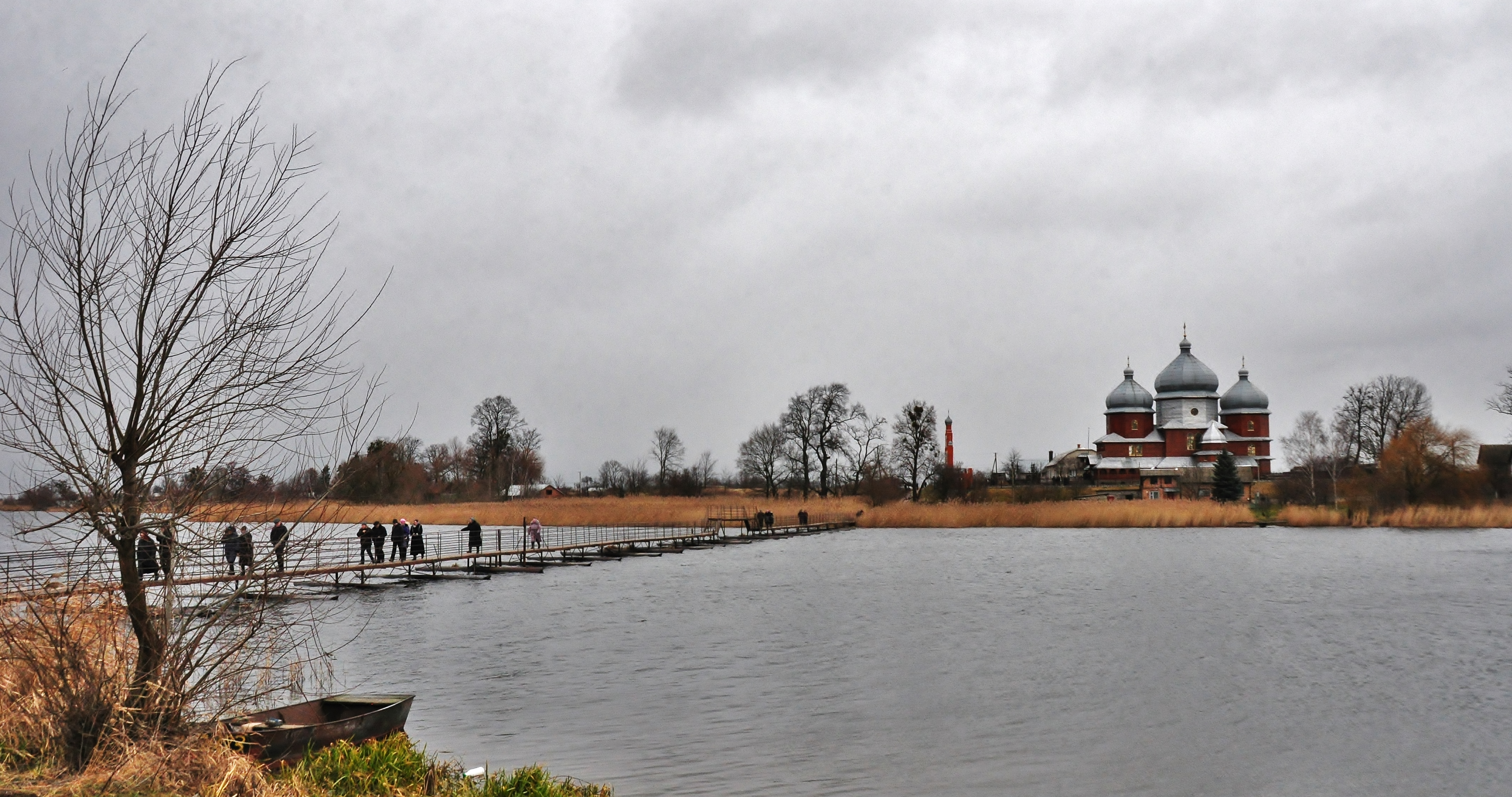

## Археологічні розвідки
Поблизу села Сілець археологи дослідили стоянки середньокам'яної доби — доби мезоліту (близько 12000 років до н. е.).

## Відомі люди
Народилися;
- Маркіян Марисюк (1886—1961) — український церковний діяч, василіянин, редактор часопису «Місіонар», видавець.
- Мельник-Солудчик Ольга Омелянівна — українська художниця декоративного мистецтва; член Національної спілки майстрів народного мистецтва України.
- Рихва Степан Іванович (1905—?) — український радянський діяч, селянин, депутат Верховної Ради УРСР 1-го скликання.

Перебували;
- Франц Ксаверій Бонн — український дипломат бельгійського походження, священник УГКЦ, капелан УГА, чернець-редемпторист. Мешкав у селі з грудня 1912 року до квітня 1913 року.
- Андрій Веретельник — український письменник, етнограф, перекладач, прозаїк. Саме у селі Сілець Беньків на початку 1903 року А. Веретельник зафіксував коляду «По цілім сьвіті стала сі новина», яка пізніше увійшла до першого тому упорядкованого та опублікованого зусиллями відомого українського етнографа В. Гнатюка видання «Колядки і щедрівки»[17].
- Михайло Ганкевич — священик УГКЦ, політичний та громадський діяч Галичини середини XIX століття. Був адміністратором місцевої парафії у 1847—1855 роках.